# Figorella tanidea
Figorella tanidea is een vlokreeftensoort uit de familie van de Pachynidae. De wetenschappelijke naam van de soort is voor het eerst geldig gepubliceerd in 1962 door J.L. Barnard.